# Roermond (naam)

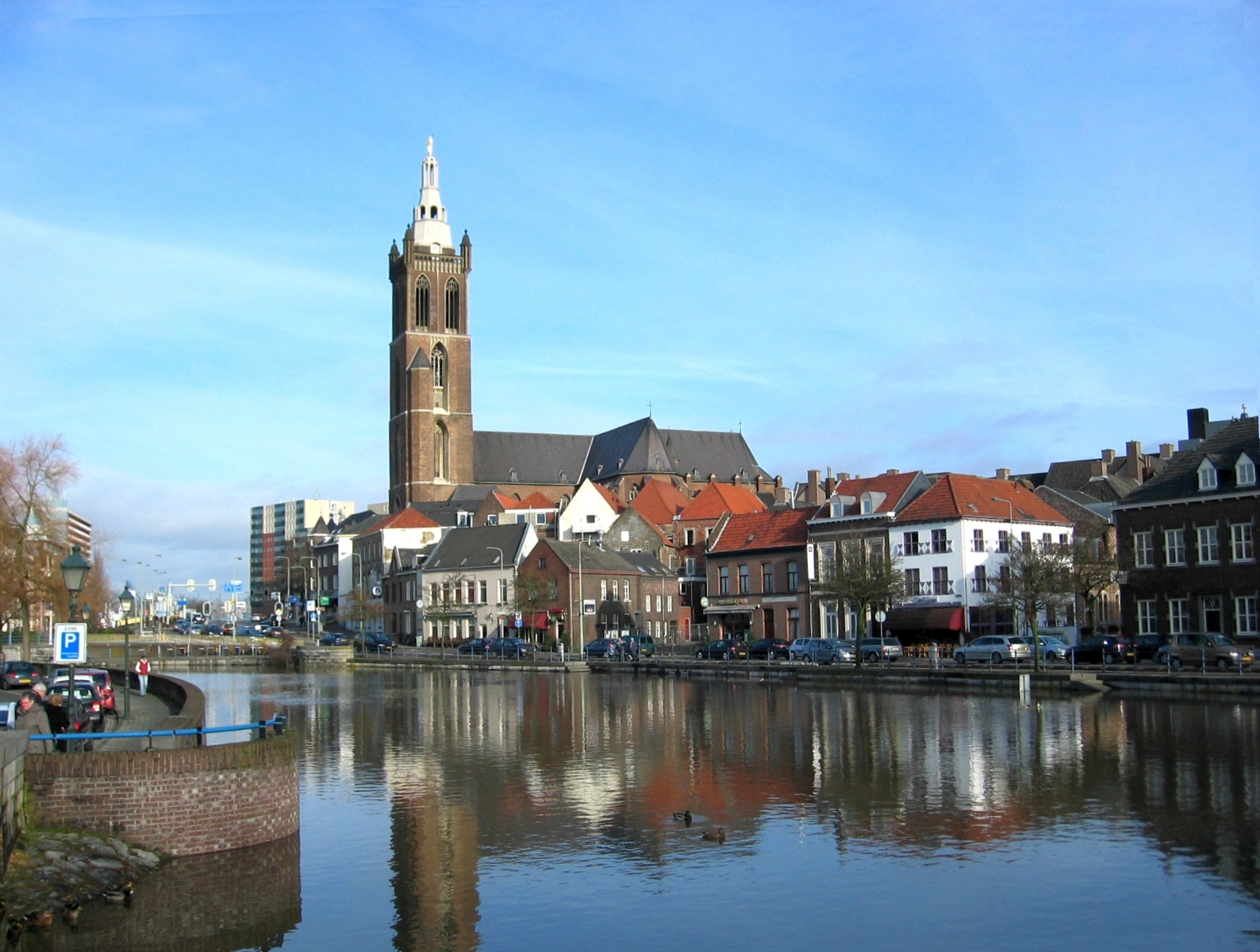
Hoogwater van de Roer in Roermond

Anders dan men op het eerste gezicht zou denken staat de naam Roermond niet voor ‘uitmonding van de rivier de Roer (in de Maas)’. Bij het ontstaan van de plaats Roermond lag de bedoelde uitmonding verder naar het noordwesten dan nu het geval is. Pas in veertiende eeuw (van 1338 tot 1342) werd de Maas kunstmatig ongeveer zeven kilometer oostelijk naar de stad toe verlegd. De plaats lag dus wel altijd aan de Roer, maar oorspronkelijk niet aan de Maas. Het woorddeel -mond gaat dan ook niet terug op het Mnl. mond, van Oudnederlands munt (‘mond; monding’; lat.: mund) of gimundi, zoals nog wel wordt gesteld.
 In de naam Roermond is het eerste woorddeel van oud-Europese (pre-Keltische / Indogermaanse) oorsprong, en het tweede vermoedelijk van vroeg-middeleeuwse (Frankisch / Latijnse).

## Het tweede woorddeel
Het tweede woorddeel is naar de thans geldende opvatting afgeleid van het Latijnse mundium, dat 'voogdij' of 'bescherming' betekende. De versterkte plaats aan de Roer werd beheerd door een voogd. In de middeleeuwen schreef men Ruregemunde  (10de eeuw), Ruremunde of Roremunde, wat dan 'voogdijburcht aan de Roer' betekent. In het plaatselijk dialect wordt de stad ‘Remunj’ genoemd. Daarin is oude vorm nog enigszins herkenbaar.

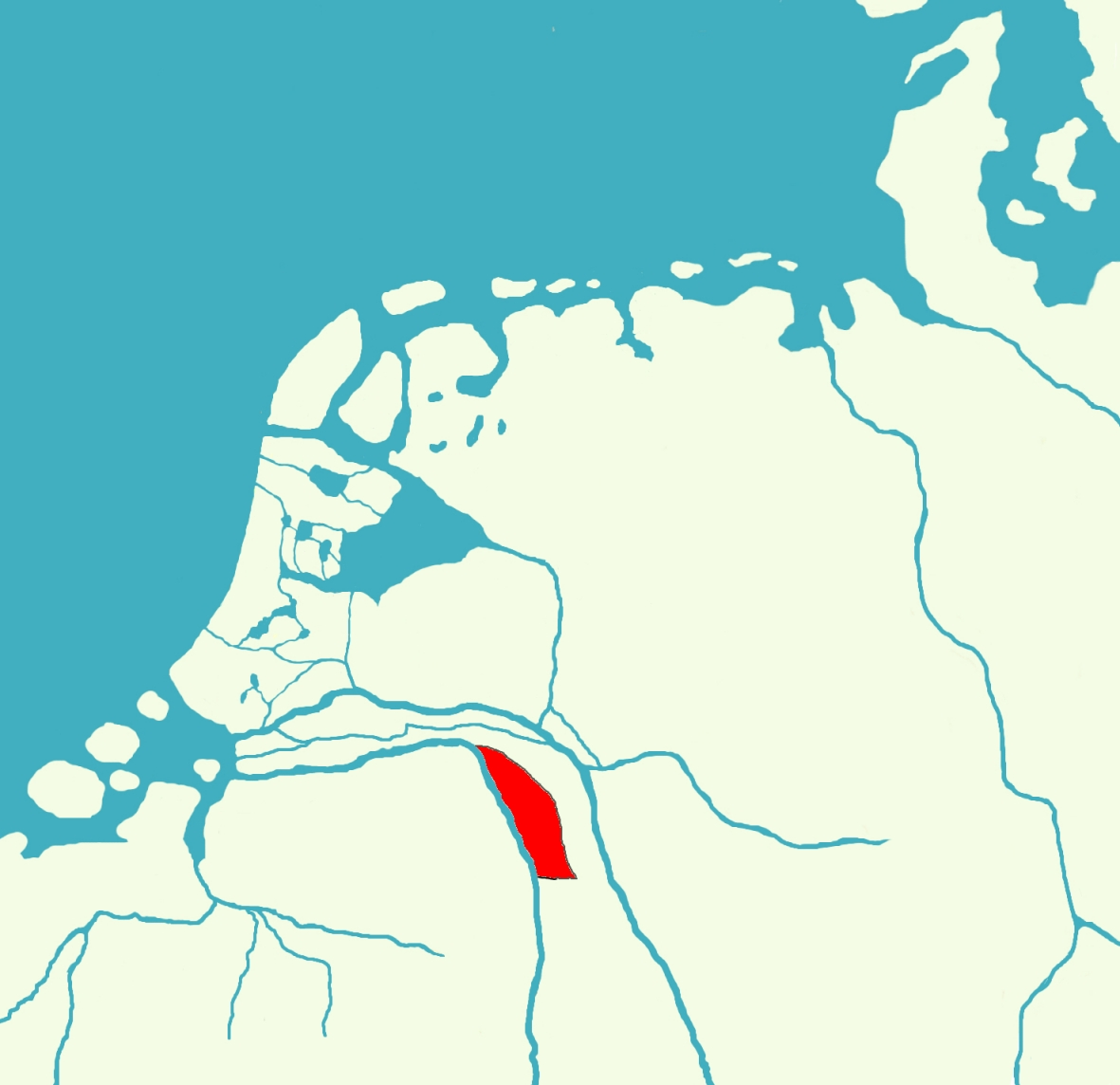
Ligging van de Mulgouw in het Frankische Rijk (vroege middeleeuwen)

Een geheel parallelle verklaring bestaat er voor de naam van het kasteel De Munt in Tegelen, waaraan ook ditzelfde Latijnse mundium ten grondslag ligt. In de vroege middeleeuwen werd door het Frankische Rijk een momboir, ofwel voogd, aangesteld voor de Mulgouw, destijds de naam voor het gebied tussen de Maas en een oude Rijn-arm, westelijk van de tegenwoordige rivier de Nederrijn, waarin onder andere de huidige steden Venlo, Roermond en Mönchengladbach lagen. Degene die het momberschap (de voogdij) uitoefende werd de 'momber' genoemd. Deze momber bestuurde de streek namens de Frankische koningen. Het momberschap werd verlatijnst tot mundebordium of mundium. De burcht waarin de momber woonde werd ook Mundium, en later 'Munt' genoemd. Het kasteel lag op een verhoogde heuvel, een zogenaamde motte, en was door grachten omgeven. Vanuit dit kasteel De Munt in Tegelen werd de Mulgouw  bestuurd, totdat het Frankische Rijk uiteen viel.

### Hoogte aan de Roer
In het gebied waar de rivier de Maas en de rivier de Roer samenvloeien is een hoge oever met een heuvel. Deze verhoging in het landschap vormde een ideale plaats voor bewoning, oversteek en controle. 

Hoe het landschap van Roermond er in de oudheid uitzag is niet precies bekend. Wel is zeker dat de Roer ook toen al langs het laagplateau stroomde waarop nu de stad is gevestigd. De Maas lag meer naar het westen dan de huidige bedding. De uiterste noordwesthoek van dit laagplateau, waar het Buitenop ligt, vormt een heuvel, die naar voren springt in het Maasdal. Deze heuvel was bijzonder aantrekkelijk voor bewoning. De verhoging en de rivier zijn natuurlijke barrières en bieden bescherming. Vanaf deze heuvel kon men handelswegen over land en water bewaken.

### Bewoningsgeschiedenis
De vroegste sporen van bewoning rond het huidige Roermond zijn van circa 3.000 jaar geleden en stammen uit de IJzertijd, ca. 1.000 voor Christus. Vanaf die tijd is de plaats permanent bewoond.
 Na de landbouwers in de IJzertijd bewonen de Romeinen (ca. 50 voor Christus - 400 na Christus), de Franken (ca. 400 - 750) en vervolgens de Karolingen (ca. 750 - 918) deze streek. Urnen uit de IJzertijd, Romeinse gebruiksvoorwerpen en Karolingische zwaarden zijn hier gevonden en herinneren aan deze vroegere bewoners.

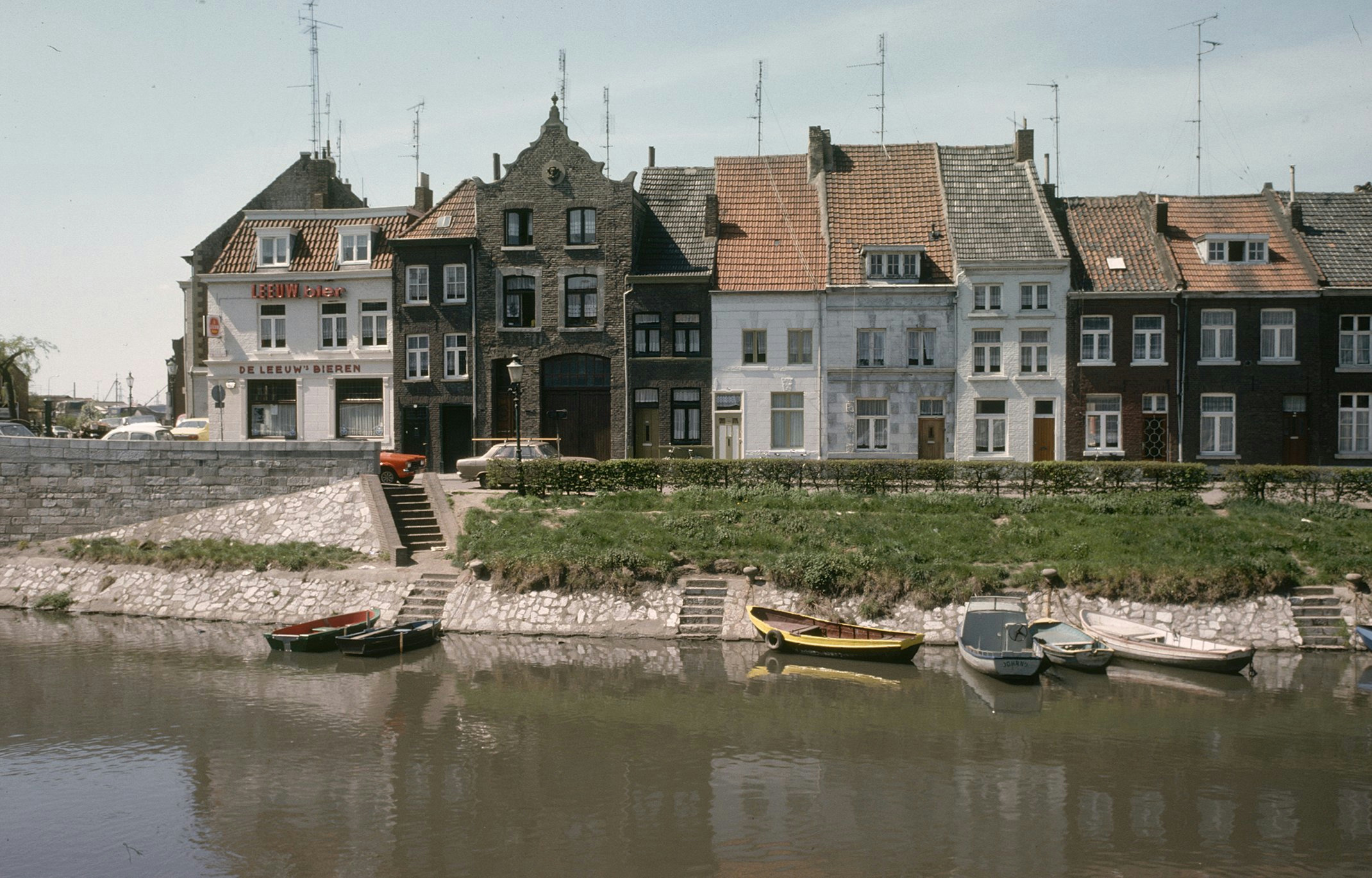
Roermond: Vismarkt

Van een locatie Ruremund wordt voor het eerst  melding  gemaakt in de Balderik-oorkonde uit 943. Twee eeuwen later worden personen vermeld met Roermond als herkomstnaam. De oudste vermelding betreft de edelvrouwe Reinwide (lat.: Reinwidis) de Ruregemunde, die in 1130 als kluizenares stierf in het klooster van  Kloosterrade. In hetzelfde jaar 1130 wordt in de Keulse Gildeliste een Folmerus Roremunt vermeld. Deze  werd in 1130 als lid van het koopmansgilde ingeschreven en in 1140 als burger van Keulen.
Eveneens uit de 12de eeuw dateert het mirakelverhaal uit Siegburg, waarin een zoon van de hertog van Limburg (Limburg stad in de provincie Luik) iemand opsluit in zijn kasteel genaamd ‘Rurimundum’ (1183/1184). Zo blijkt dat er te Ruremund een castrum (versterking) is gevestigd op de heuvel aan de Roer. De graven van Gelre hadden er een fort, dat door een voogd werd beheerd. De tolhaven aldaar groeide onder hun bescherming tot een  pre-stedelijke kern. Tussen de Roer en de Markt ontwikkelde zich de eerste woonbuurt. De handelswegen uit het noordoosten (de huidige Swalmerstraat), en uit het zuidoosten (de huidige Varkensmarkt – Steenweg), kwamen bijeen op de huidige Markt. Rond 1200 was er een marktplaats en liepen van daar smalle straatjes naar de Roer.

De functie 'Voogd van Roermond' werd (zonder diens naam) al vermeld in 1189 en 1191. In 1203 is er wel sprake van een ‘Theodericus de Ruremonde’ en in 1224  expliciet van  ‘Theodericus, advocatus in Ruremunde’. (Het Latijnse woord advocatus betekent voogd.)
Met een strafexpeditie tegen de graven van Gelre  verwoestte Keizer Otto IV in 1214 de vesting en de woningen. De plaats werd daarna in een regelmatig vierkant herbouwd en ommuurd. Als onderdeel van de herbouw stichtten graaf Gerard III van Gelre (1185 – 1229) en zijn echtgenote Margaretha van Brabant in 1218 een klooster, de Munsterabdij. (Van deze imposante abdij rest nu alleen de Munsterkerk, waarin zich het praalgraf van graaf Gerard  bevindt.) Dit klooster droeg belangrijk bij aan de ontwikkeling van de stad door de lakenproductie. Juist deze nijverheid bracht de jonge stad tot bloei. Na de stichting van de Munsterabdij vestigden zich veel kloosters in de stad. Ze brachten werk, onderwijs en armenzorg.
Graaf Otto II van Gelre verleende Roermond in 1231 stadsrechten. De vesting bleef groeien en rond 1390 was zij een echte ommuurde stad, met stadszegel, rechtbank en zelfbestuur. In 1441 werd de stad lid van de Hanze en in 1472 kreeg ze het muntrecht. Roermond werd de hoofdstad van het Overkwartier van Gelre. De stad werd rijk door de productie van laken en bier, en door de handel in wijn, hout, leer en zout. 

In 1559, aan het begin van de Tachtigjarige Oorlog, werd Roermond bisschopsstad. De maatschappelijke invloed van de katholieke kerk was tot in de 20ste eeuw goed merkbaar.

## Het eerste woorddeel

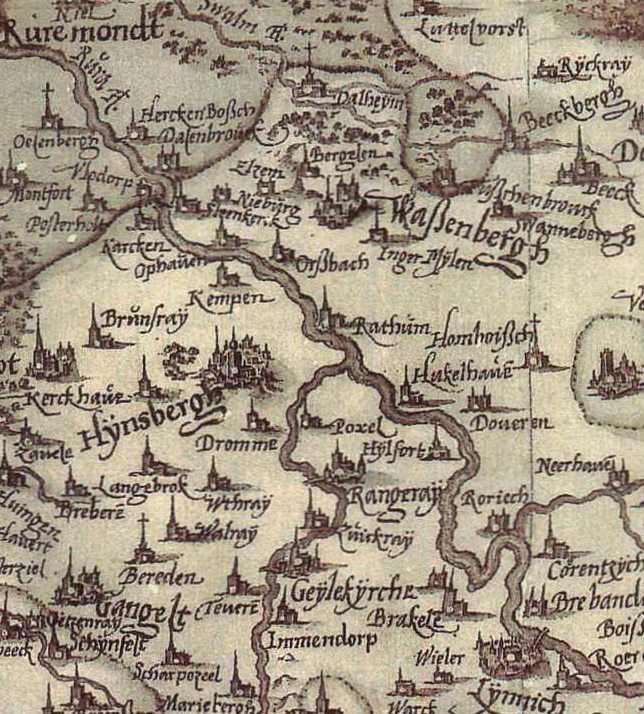
Benedenloop van de Roer volgens de Duitse cartograaf Christian Sgrothen (1525-1604) in diens Atlas (Kalkar, 1573)

Het eerste woorddeel verwijst uiteraard naar de rivier de Roer, maar dan rijst wel de vraag hoe deze rivier aan zijn naam is gekomen. De naam van de Rur is van voor-Keltische, Indo-Germaanse oorsprong en betekent "openscheuren, graven, loswoelen". 
De Roer volgt namelijk een breuk in de aardkorst die ook naar haar genoemd is, de Roerdalslenk, en die Roermond  periodiek aardbevingen bezorgt.

De Roer begint als een klein stroompje in de Hoge Venen, waar ze zich dan uiteindelijk ontwikkelt tot een rivier. Als de Ruhr slingert zij zich  door de Duitse Eifel, waar ze getemd moet worden met vele stuwen en dammen. Aangekomen in Roermond stroomt ze uiteindelijk weer  rustig via een uitgestrekte delta de Maas in.

In de achtste eeuw noemt de kosmograaf van Ravenna een rivier Rura tussen de Rijn en de Maas, wat vrijwel zeker de huidige Roer moet zijn.

### De godin Rura
In het Stedelijk Museum te Roermond is nog een 'wijsteen' (een deel van een 'votief-' of 'wijaltaar') voor de Romeinse riviergodin Rura te zien. Rura was een personificatie van de rivier de Roer, een inheemse godin die in de Romeinse tijd bij Roermond vereerd werd. Riviergoden en bronnimfen beschermden in vroegere tijden het water. Wie zich bezondigde aan het water, de oorsprong van het leven, laadde de vloek van de god op zich. Ook de Germanen geloofden nog in riviergoden, een van de redenen waarom zij geen gebruik maakten van watermolens, zij wilden de goden niet te veel werk bezorgen.
In 1963 werden er bij baggerwerkzaamheden aan de westkant van de Maas verschillende stukken steen uit de Romeinse tijd opgebaggerd. Naast de wijsteen werden ook pilaarfragmenten gevonden van een heiligdom of tempel, die bij de monding van de Roer heeft gestaan. Dit heiligdom, gewijd aan de godin RVRA, zal een tempel geweest zijn van een gemeenschap, die aan de Roer(monding) leefde. Het altaar is aan de bovenkant versierd met een kussen en fruit (appels en peren), aan de zijkanten zijn fraaie gedraaide ranken met bloem aangebracht. Aan de voorkant is er een Latijnse inscriptie aangebracht:

SEX • OPSILIVS / GEMINVS / RVRAE / V • S • L • M 
= Sex(tus) Opsilius Geminus Rurae v(otum) s(olvit) l(ibens m(erito)
De Nijmeegse oudheidkundige Jules Bogaers vertaalde dit als: ‘Sextus Opsilius Geminus [de opdrachtgever] heeft (hierdoor) aan Rura zijn gelofte ingelost, gaarne en met reden.’ 
Vergelijking met soortgelijke altaarstenen leert, dat de Roermondse gemaakt is ongeveer 200 na Christus. Het gebruikte materiaal is zandsteen die lichtgrijs en enigszins rul is. Hoogstwaarschijnlijk is het Nievelsteiner zandsteen, afkomstig van een groeve in het dal van de Worm, welke rivier bij Aken ontspringt en bij Kempen, even ten noorden van Heinsberg, uitmondt in de Roer. Bij het plaatsje Nievelstein zijn veel steengroeven, waar van oudsher zandsteen wordt gewonnen.
Er zijn sterke aanwijzingen, dat dit heiligdom al een voorloper heeft gehad. Een vijftal La Tène III-zwaarden, die ook uit de Maas bij Roermond werden opgebaggerd, wijzen sterk in de richting van een cultusplaats uit de late IJzertijd. De zwaarden zouden dan als offergaven aan de Maas zijn toevertrouwd. Dergelijke cultusplaatsen bevonden zich vaak op plaatsen waar twee rivieren samenvloeiden. Deze vondsten komen van de westkant van de Maas maar oorspronkelijk lagen ze aan de oostkant van de Maas. In de middeleeuwen is de loop van de Maas verlegd om dichter bij Roermond te komen, zodat de tempel voor Rura aan de westkant terechtkwam.